# Tajturka
Tajturka (in russo Тайтурка?) è un insediamento di tipo urbano della Russia, situato nell'Oblast' di Irkutsk.